# Dolnolužická srbština
Dolnolužická srbština nebo též dolnolužičtina je z obou vymírajících lužických jazyků hůře zachovalá co do znalosti mezi dvojjazyčným obyvatelstvem a co do kulturního zázemí. Oblast jejího rozšíření, Dolní Lužice, leží severněji a dále od českých hranic.
Lužickosrbské jazyky patří do západní větve slovanské jazykové skupiny a hovoří se jimi ve východním Německu. Jsou také známy pod vágním pojmem vendština, který ovšem někdy také označuje jazyk polabských Slovanů, polabštinu. Ve standardu ISO 639-2 dříve sdílely jediný třípísmenný kód wen, jde však o dva spisovné, byť vzájemně srozumitelné jazyky, postavené na dvou různých nářečích. V roce 2005 byl oběma jazykům přidělen samostatný kód dsb pro dolní lužickou srbštinu a hsb pro horní lužickou srbštinu.

## Historie a rozšíření

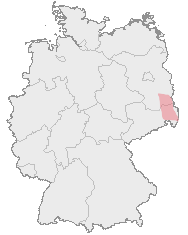
Mapa ukazující oblast obydlenou Lužickými Srby

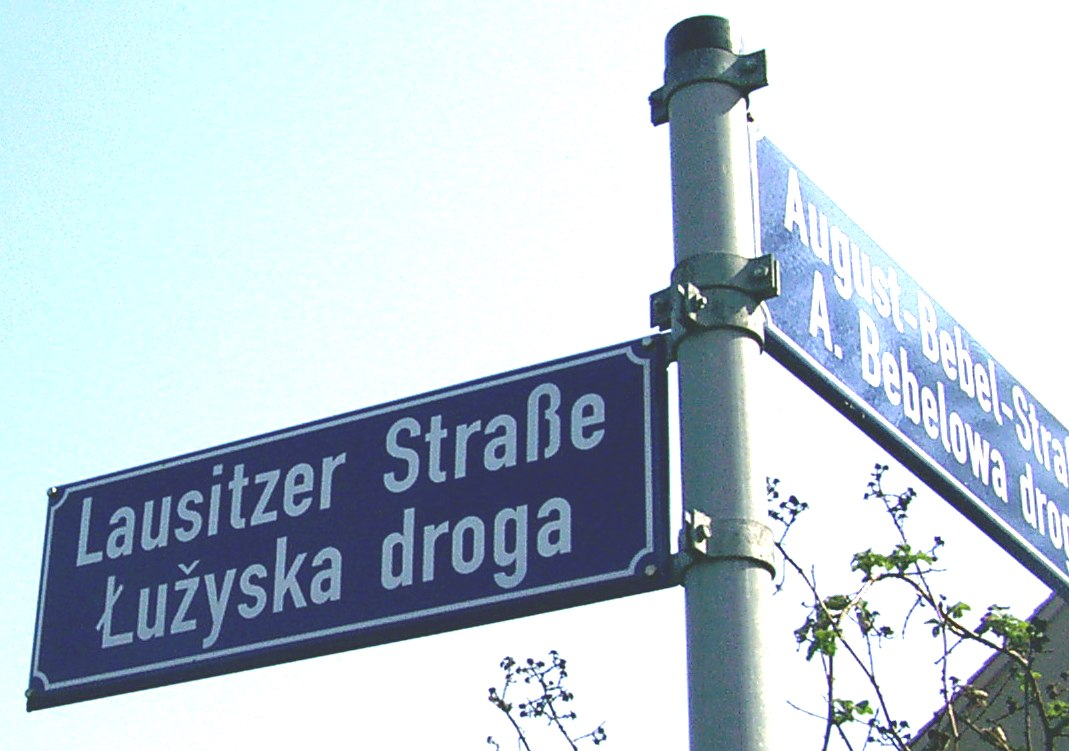
Nápis v němčině a dolnolužické srbštině

První kniha vznikla v roce 1574, k národnímu obrození v Dolní Lužici došlo až koncem 19. století. Dnes jde o chráněný menšinový jazyk, vznikají mateřské školky, kde se mu mají děti naučit, když jim ho vlastní rodiče nedokázali předat (projekt WITAJ).
Za centrum dolnolužické kultury se považuje město Chotěbuz (Chóśebuz, Cottbus).
Malá komunita lužických emigrantů si také uchovává svůj jazyk v Texasu v Lee County. Je pod vlivem okolní němčiny i angličtiny.

## Gramatika
Od hornolužické srbštiny se liší mj. zachováním G a změnou R na Š po hláskách P, T, K (tráva = tšawa), dále změnou Č na C (čas = cas).
Zvláštností je dvojné číslo, které bylo i v češtině, ale téměř z ní vymizelo.
Další zvláštní tvary jsou u sloves jsou aorist a imperfektum. Tyto časy jsou však na úkor složeného perfekta (som był) postupně vytlačovány a v dnešní době se používají téměř jen pasivně. Předminulý čas (běch był) se již také používá jen knižně a vůbec se nepoužívají přechodníky.
Na rozdíl od hornolužickosrbštiny je také téměř potlačeno rozlišování osobovosti (rationalita/nonrationalita) v množném čísle. Neexistuje zde 5. pád (5. pád = 1. pád) – u hornolužickosrbštiny existuje 5. pád pro mužský rod.
Slovní zásoba je němčinou ovlivněna ještě více než u hornolužičtiny (např. sto/hundert nebo tysac/towzynt).
Podstatná jména mají tři rody:
- mužský (končí na souhlásku, pozor na Mato šołta atd.)
- ženský (končí na -a nebo -sć, pozor na výjimky)
- střední (končí na -o nebo -e).

Ženský rod mají i tato jména (výjimky): baseń, ból, broń, dłym, gałuz, groź, gus, chórgoj, jěź, kawč, kazń, kokoš, kup, łoź, myš, mysl, niś, noc, rěc, rež, rogož, smjerś, sol, stwjerś, šyŕ, twaŕ, wjas, wobryc, žołw a další jména.
Infinitiv sloves končí na -ś (výjimky -c a -ć) na rozdíl od hornolužické srbštiny, kde je zakončení na -ć (nebo -c).
Dále následují výběr nejčastějších slov, kde se opět píše ó:
- obecně: většina předpon pó-, wó- a wót- (nikdy se nepíše v předponách do- a wob-)
- podstatná jména (výběr): ból, dwórnišćo, gójc, góla, gólc, góźina, mórjo, pónjeźele, póstola, stwórk, wóda, wójak, wóra, wós, zamólenje, zmólka, Chóśebuz, Módła, Pólska, Wórjejce, Zgórjelc
- zájmena: mój, swój, twój, wón, wóna, wónej, wóni, wóno
- číslovky: dwójny, dwójcy, stwórty, wósym
- slovesa (výběr): góriś, gótowaś, góźiś, chójśiś, chórjeś, kóńcyś, móc, módliś, póraś, pósłaś, skócyś, wóźiś
- předložky: pó, pódla, pódlu, póla, wó, wót
- přídavná jména, příslovce a ostatní (výběr): bóžko, chóry, górki, góruco, kótary, mócny, móžno, pód, pódobny, pómałem, pómały, pón, pór, póromje, pótom, pózdźe, skóńcnje, skóro, wósebje, wósebny, wótergi, wótery, wótkul, wótśe, wótšy.

### Podstatná jména
|                        | singulár          | singulár           | singulár                     | singulár          | singulár       | singulár       | duál          | duál     | duál     | duál          | duál     | duál     | plurál             | plurál      | plurál  | plurál                  | plurál   | plurál   |
| POD. JM.               | N                 | G                  | D                            | A                 | L              | I              | N             | G        | D        | A             | L        | I        | N                  | G           | D       | A                       | L        | I        |
| dub (muž. vzor)        | dub               | duba               | duboju (kowaleju pjakarjeju) | nana/dub          | dubje          | dubom          | duba          | dubowu   | duboma   | nanowu/duba   | duboma   | duboma   | duby (gózdźe zece) | dubow (gód) | dubam   | nanow/duby (gójce zece) | dubach   | dubami   |
| lipa (žen. tvrdý vzor) | lipa              | lipy               | lipje                        | lipu              | lipje          | lipu           | lipje         | lipowu   | lipoma   | lipje         | lipoma   | lipoma   | lipy               | lipow       | lipam   | lipy                    | lipach   | lipami   |
| broń (žen. měkký vzor) | broń (wójca šula) | broni (wójce šule) | broni                        | broń (wójcu šulu) | broni          | bronju         | broni         | bronjowu | bronjoma | broni         | bronjoma | bronjoma | broni (wójce šule) | bronjow     | bronjam | broni (wójce šule)      | bronjach | bronjami |
| wokno (stř. vzor)      | wokno (kopje)     | wokna              | woknoju/woknu (kopjeju)      | wokno (kopje)     | woknje (mórju) | woknom (kopim) | woknje (móri) | woknowu  | woknoma  | woknje (móri) | woknoma  | woknoma  | wokna              | woknow      | woknam  | wokna                   | woknach  | woknami  |

### Přídavná jména
| PŘÍD. JM.         | N      | G       | D       | A              | L       | I       |
| dobry (muž. vzor) | dobry  | dobrego | dobremu | dobrego/dobry  | dobrem  | dobrym  |
| dobra (žen. vzor) | dobra  | dobreje | dobrej  | dobru          | dobrej  | dobreju |
| dobre (stř. vzor) | dobre  | dobrego | dobremu | dobre          | dobrem  | dobrym  |
| dobrej (duál)     | dobrej | dobreju | dobryma | dobreju/dobrej | dobryma | dobryma |
| dobre (plurál)    | dobre  | dobrych | dobrym  | dobrych/dobre  | dobrych | dobrymi |

### Zájmena
| ZÁJMENO                          | N     | G          | D          | A               | L      | I      |
| já                               | ja    | mě/mnjo    | mě/mnjo    | mě/mnjo         | /mnjo  | /mnu   |
| my – duál                        | mej   | naju       | nama       | naju            | nama   | nama   |
| my – plurál                      | my    | nas        | nam        | nas             | nas    | nami   |
| ty                               | ty    | śi/tebje   | śi/tebje   | śi/tebje        | /tebje | /tobu  |
| vy – duál                        | wej   | waju       | wama       | waju            | wama   | wama   |
| vy – plurál                      | wy    | was        | wam        | was             | was    | wami   |
| on                               | wón   | jogo/njogo | jomu/njomu | (n)jogo/(n)jen  | /njom  | /nim   |
| ona                              | wóna  | jeje/njeje | jej/njej   | ju/nju          | /njej  | /njeju |
| ono                              | wóno  | jogo/njogo | jomu/njomu | (n)jo           | /njom  | /nim   |
| oni/ony – duál                   | wónej | jeju/njeju | jima/nima  | (n)jeju/(n)jej  | /nima  | /nima  |
| oni/ony – plurál                 | wóni  | jich/nich  | jim/nim    | nich jich/(n)je | /nich  | /nimi  |
| náš (váš)                        | naš   | našogo     | našomu     | našogo/naš      | našom  | našym  |
| naše – žen. (vaše)               | naša  | našeje     | našej      | našu            | našej  | našeju |
| naše – stř. (vaše)               | našo  | našogo     | našomu     | našo            | našom  | našym  |
| naši/naše – duál (vaši/vaše)     | našej | našeju     | našyma     | našeju/našej    | našyma | našyma |
| naši/naše – plurál (vaši/vaše)   | naše  | našych     | našym      | našych/naše     | našych | našymi |
| můj (tvůj)                       | mój   | mójogo     | mójomu     | mójogo/mój      | mójom  | mójim  |
| moje – žen. (tvoje)              | mója  | mójeje     | mójej      | móju            | mójej  | mójeju |
| moje – stř. (tvoje)              | mójo  | mójogo     | mójomu     | mójo            | mójom  | mójim  |
| moji/moje – duál (tvoji/tvoje)   | mójej | mójeju     | mójima     | mójeju/mójej    | mójima | mójima |
| moji/moje – plurál (tvoji/tvoje) | móje  | mójich     | mójim      | mójich/móje     | mójich | mójimi |
| kdo                              | chto  | kogo       | komu       | kogo            | kim    | kim    |
| co                               | co    | cogo       | comu       | co              | com    | cym    |

### Slovesa
|                  | singulár                               | singulár | singulár | duál       | duál       | duál       | plurál    | plurál    | plurál   |
| SLOVESO          | 1. os.                                 | 2. os.   | 3. os.   | 1. os.     | 2. os.     | 3. os.     | 1. os.    | 2. os.    | 3. os.   |
| mólowaś (vzor)   | (nje)móluju (mólujom)                  | mólujoš  | mólujo   | mólujomej  | mólujotej  | mólujotej  | mólujomy  | mólujośo  | móluju   |
| byś (být)        | (njej)som                              | sy       | jo       | smej       | stej       | stej       | smy       | sćo       | su       |
| byś (futurum)    | budu                                   | buźoś    | buźo     | buźomej    | buźotej    | buźotej    | buźomy    | buźośo    | budu     |
| byś (pasivum)    | buch                                   | bu       | bu       | buchmej    | buštej     | buštej     | buchmy    | bušćo     | buchu    |
| byś (préteritum) | běch                                   | běšo     | běšo     | běchmej    | běštej     | běštej     | běchmy    | běšćo     | běchu    |
| měś (mít)        | (nja)mam                               | maš      | m        | mamej      | matej      | matej      | mamy      | maśo      | maju     |
| měś (futurum)    | změju (změjom)                         | změjoš   | změjo    | změjomej   | změjotej   | změjotej   | změjomy   | změjošo   | změju    |
| móc (moci)       | (nja)mógu (móžom) (njepomogu [pomegu]) | móžoš    | móžo     | móžomej    | móžotej    | móžotej    | móžomy    | móžośo    | mógu     |
| kśěś (chtít)     | cu (com) (njok njocom)                 | (njo)coš | (njo)co  | (njo)comej | (njo)cotej | (njo)cotej | (njo)comy | (njo)cośo | (nje)kśě |
| hyś (jít)        | du (źom) (njejdu njejźom)              | źoš      | źo       | źomej      | źotej      | źotej      | źomy      | źośo      | du       |
| jěś (jet)        | jědu (jěźom)                           | jěźoš    | jěźo     | jěźoměj    | jěźotej    | jěźotej    | jěźomy    | jěźośo    | jědu     |
| wěźeś (vědět)    | wěm                                    | wěš      | wě       | wěmej      | wěstej     | wěstej     | wěmy      | wěsćo     | wěźe     |
| jěsć (jíst)      | jěm                                    | jěš      | jě       | jěmej      | jěstej     | jěstej     | jěmy      | jěsćo     | jěźe     |
| daś (dát)        | dam                                    | daš      | da       | damej      | datej      | datej      | damy      | daśo      | daźe     |

## Abeceda a výslovnost
Dolnolužická srbština má na rozdíl od hornolužické písmena Ŕ, Ś a Ź a naopak postrádá Ř. Písmeno Ř je často nahrazeno písmenem Š (pšawy), písmeno DŹ je často nahrazeno písmenem Ź (źiwadło), v několika málo případech existuje i DŹ (pózdźej). Písmeno Ś se nejčastěji vyskytuje místo českého -t (-ti) v infinitivu (graś, biś). S písmenem Ó je to složitější. Od reformy z roku 1952 se Ó psalo jako O. Od roku 1996 se Ó používalo v pedagogicky zaměřených tiscích jako výslovnostní znaménko a roku 2007 se znovu zavedlo. Existuje i kniha o dolnosrbské mluvnici.
| Majuskule | A | B   | C   | Č   | Ć   | D   | E | Ě      | F  | G   | H  | CH  | I | J   | K  | Ł  | L  | M  | N  | Ń  | O | Ó  | P   | R  | Ŕ          | S  | Š  | Ś   | T   | U | W   | Y | Z   | Ž   | Ź   |
| Minuskule | a | b   | c   | č   | ć   | d   | e | ě      | f  | g   | h  | ch  | i | j   | k  | ł  | l  | m  | n  | ń  | o | ó  | p   | r  | ŕ          | s  | š  | ś   | t   | u | w   | y | z   | ž   | ź   |
| Název     | a | bej | cej | čet | ćej | dej | e | jet ět | ef | gej | ha | cha | i | jot | ka | eł | el | em | en | eń | o | ót | pej | er | eŕ veke eŕ | es | eš | śej | tej | u | wej | y | zet | žet | źej |

Výslovnost je v zásadě podobná jako u českých protějšků písmen. Dále jsou uvedeny pouze rozdíly.
- ć – vyslovuje se jako měkké Č
- ě – vyslovuje se jako IE (nebo téměř jako I)
- i, y – tyto dvě samohlásky se vyslovují rozdílně – podobně jako ruské I/Y
- h, w – na začátku slov před U a O se nevyslovuje
- ch – vyslovuje se vždy ch
- ł – vyslovuje se jako zvuk mezi V a U (nebo téměř jako L) (po Ł nemůže následovat E nebo I; avšak pozor mały-małe atd.)
- ł, r – na konci slov po souhláskách se nevyslovují
- ł, w – na začátku slov před souhláskami a na konci slov po souhláskách se nevyslovují
- ń, nj – vyslovuje se jako Ň
- ó – vyslovuje se jako otevřené E (v některých nářečích se blíží UO)
- ŕ – vyslovuje se jako měkké R
- ś – vyslovuje se jako měkké Š
- w – vyslovuje se jako zvuk mezi V a U (nebo téměř jako U), na konci slabik nebo před souhláskou se vyslovuje jako U
- ź – vyslovuje se jako měkké Ž
- f – výskyt v cizích nebo zvuk napodobujících slovech
- q, v, x – použití naprosto výjimečně v cizích slovech
- o, u – pokud je na začátku slova, je vždy předraženo písmenem W (výjimky cizí slova)
- po k se vždy píše I (výjimky cizí slova)
- č, š, ž – tvrdé souhlásky – píše se po nich Y (měkké protějšky jsou Ć, Ś a Ź – píše se po nich I)

## Dolnolužicko srbská literatura
Germanizační tlak pruské vlády na dolnolužické Srby byl mimořádně silný, o čemž svědčí skutečnost, že např. v roce 1731 bylo srbským mužům, kteří neovládali němčinu, zakázáno uzavírat sňatky. Zájem o pěstování jazyka byl minimální a tak pouze Christian Friedrich Stempel (Kito Fryco Stempel) sbíral místní báje a zkazky a přeložil několik klasických básní.
K většímu rozvoji dolnolužické literatury dochází pod vlivem národního hnutí v Horní Lužici ve druhé polovině 19. století. Největším básníkem té doby se stává Mato Kosyk (Mathias Kossick), který se národně uvědomil v Lipsku. Pro děti píše verše Fryco Rocha (Friedrich Rocho). Zajímavou postavou je Němec Georg Sauerwein. Tento filolog zvládl dolnolužickou srbštinu tak dobře, že v ní psal básně, které publikoval pod jménem Juro Surowin.
Po první světové válce začala publikovat své básně Mina Witkojc (Wilhelmine Wittka), jejíž talent náhodou objevil významný hornolužický sorabista Arnošt Muka (Ernst Mucke). Mezi básníky píšící v dolnolužické srbštině se zařadil také Václav Srb (Wěcsław Serb Chejnicański), který mimo jiné přeložil některé části Máchova Máje. Protože byly tyto práce tištěny latinkou, starší generace dolnolužických Srbů je málo četla, neboť ovládala pouze švabach.
Po druhé světové válce byly pravidelně vydávány noviny Nowy Casnik a dětský časopis Płomje (obdoba hornolužického časopisu Płomjo). Největšímu čtenářskému zájmu se doposud těší pravidelně vydávaný kalendář Pratyja.

## Příklady

### Číslovky
| Dolnolužicky | Česky |
| jaden        | jeden |
| dwa          | dva   |
| tśi          | tři   |
| styri        | čtyři |
| pěś          | pět   |
| sěsć         | šest  |
| sedym        | sedm  |
| wósym        | osm   |
| źewjeś       | devět |
| źaseś        | deset |

## Vzorový text

### Všeobecná deklarace lidských práv
| dolnolužicky | Wšykne luźe su lichotne roźone a jadnake po dostojnosći a pšawach. Woni maju rozym a wědobnosć a maju ze sobu w duchu bratšojstwa wobchadaś.                            |
| hornolužicky | Wšitcy čłowjekojo su wot naroda swobodni a su jenacy po dostojnosći a prawach. Woni su z rozumom a swědomjom wobdarjeni a maja mjezsobu w duchu bratrowstwa wobchadźeć. |
| česky        | Všichni lidé se rodí svobodní a sobě rovní co do důstojnosti a práv. Jsou nadáni rozumem a svědomím a mají spolu jednat v duchu bratrství.                              |